# Putty-putty
En économie, putty-putty décrit un attribut du capital au sein des modèles économiques.  Le capital putty-putty est un capital souple qui peut être transformé en biens durables, qui eux-mêmes peuvent être transformés à leur tour en capital souple.
À l'inverse, le capital putty-clay est un capital souple qui peut être transformé en biens durables, mais qui, eux-mêmes, ne peuvent plus être transformés en capitaux réinvestissables. Ce type de modèle est particulièrement adapté pour étudier l'énergie et/ou les effets de la pollution dans le cadre d'un modèle économique.